# Vinetou
Vinetou je ime poglavar plemena Apačev in istoimenska knjižna trilogija v zbirki knjig Karla Maya. Po zbirki je bilo posneto več filmov, ki so jih snemali tudi v nekdanji Jugoslaviji. Pojavlja se tudi v drugih knjigah Karla Maya (npr. Old Surehand).

## Zgodba o Vinetouju
Povest se odvija na Divjem zahodu kamor iz Nemčije pripotuje pripovedovalec te zgodbe Karl (po svojem lastnem imenu - Karl May), ki kasneje zaradi svoje moči dobi vzdevek Old Shatterhand.
Karl se je najprej zaposlil kot domači učitelj v St. Luisu, kjer je spoznal izdelovalca orožja Mr. Henrya. Henry mu je, potem ko je videl Karlove veščine z orožjem, priskrbel službo geodeta pri merjenju trase za železnico na divji zahod. Pripovedovalec je tam spoznal Sama Hawkensa, znamenitega »westmana«, ki je bil skupaj z Dickom Stonom in Willom Parkerjem vodnik po Divjem zahodu. Geodete je spremljalo še dvanajst oboroženih stražarjev (westmanov), ki pa niso bili posebno marljivi.
Ker je trasa za železnico potekala po indijanskem ozemlju, jih je indijansko pleme Apačev napadlo. Pri tem so ubili skoraj vse geodete in westmane. Preživelo je 5 udeležencev odprave: Sam Hawkens, Dick Stone, Will Parker in Old Shatterhand. Namenoma niso ubili enega od westmanov, Rattlerja, ker je ustrelil Klekih - Petra (»Belega očeta«), ki je živel pri Apačih in jih učil civiliziranega obnašanja. Vse so hoteli počasi mučiti do smrti na mučilnem kolu. Sam, Dick, Will in Old Shatterhand so se rešili, Rattlerja pa so ustrelili, ker je bil (po indijanski etiki) prestrahopeten in ni želel trpeti na mučilnem kolu.
Old Shatterhand je kasneje spoznal Vinnetouja in se po spopadu pobratil z njim. Skupaj sta doživela mnogo dogodivščin, ki so opisane v številnih knjigah.
1. ↑  »1964 Jugoslavija – Winnetou«. Stare slike. 3. april 2022. Pridobljeno 12. maja 2025.